# 天保山グランプリ王座
天保山グランプリ王座（てんぽうざんグランプリおうざ）は、大阪プロレスが管理、認定している王座。

## 歴史
2009年3月29日、大阪プロレスデルフィンアリーナ道頓堀で行われた初代王座決定3WAYマッチに勝利したミラクルマンが初代王者になった。

## 歴代王者
| 歴代  | 選手               | 戴冠回数 | 防衛回数 | 獲得日付       | 獲得場所 （対戦相手・その他）                                                          |
| ----- | ------------------ | -------- | -------- | -------------- | -------------------------------------------------------------------------------------- |
| 初代  | ミラクルマン       | 1        | 不明     | 2009年3月29日  | デルフィンアリーナ道頓堀 エル・サムライ、くいしんぼう仮面による3WAYマッチ 返上         |
| 第2代 | ビリーケン・キッド | 1        | 不明     | 2010年10月27日 | 大阪ミナミ ムーブ・オン アリーナ グレート・カイザー 観客の投票によるカラオケコンテスト |
| 第3代 | タコヤキーダー     | 1        | 1        | 2011年1月26日  | 大阪ミナミ ムーブ・オン アリーナ                                                       |
| 第4代 | ミラクルマン       | 2        | 不明     | 2011年11月22日 | 大阪ミナミ ムーブ・オン アリーナ 返上                                                  |